# Diastosphya bimaculata
Diastosphya bimaculata là một loài bọ cánh cứng trong họ Cerambycidae.